# Заслуччя
Заслу́ччя — село в Україні, у Дубровицькій міській громаді Сарненського району Рівненської області. До 2020 підпорядковувалося Колківській сільській раді. Відповідно до Розпорядження Кабінету Міністрів України від 12 червня 2020 року № 722-р «Про визначення адміністративних центрів та затвердження територій територіальних громад Рівненської області» увійшло до складу Дубровицької міської громади.
Населення становить 850 осіб (2011).
В селі 256 дворів та проживає 861 особа. В центрі села магазини, кафе-бар, будинок культури, акушерський пункт, школа і довгоочікувана церква Пресвятої великомучениці Параскеви. Жителі села працюють на лісодільницях району, на районних підприємствах, багато заслучан є працівниками сезонних робіт. Село має вигідне сполучення з центром громади, обласним центром, Білоруссю.[джерело?]
Село знаходиться за 7 км від центру громади, автомобільне та залізничне сполучення. Туристичні об'єкти та об'єкти культурної спадщини: стоянка пізньопалеолітична, ІХ тис. до н. е. (300 м на північний захід, заплава правого берега р. Случ), поселення багатошарові (2 км на північ від села, ур. Ситичек, правий берег р. Случ), загальноосвітня школа. Народні промисли: вишивка, різьба по дереву. Заклад харчування — кафе.[джерело?]

## Географія
Розташоване на відстані 12,5 км від центру територіальної громади м. Дубровиця та 134 км від обласного центру м. Рівне. До 2020 року Заслуччя належало до Колківської сільської ради і розташовано в межиріччі Случа і Горині Дубровицького району, у центральній його частині. На території сільської ради розташовані три населені пункти — Заслуччя, Колки, Порубка.[джерело?]
Площа села — 1,02 км². Поблизу села — річка Случ. До сучасного села Заслуччя, яке розташоване за 11 км від районного центру, тягнеться асфальтована, прикрашена з обох боків ошатною зеленню дорога.[джерело?]
Один із чудових куточків природи в селі — берег річки Случ, який став улюбленим місцем відпочинку для багатьох місцевих жителів, насправді виявився унікальною історичною пам'яткою, що вражає глибиною етнічної пам'яті. Це урочище Горинка з матеріалами мезоліту, неоліту, бронзи. (8 000 — 6 000 років до нашої ери). Місце знаходження — 4 км на північ від с. Заслуччя, близько впадання р. Случ у Горинь, над старицею Случа, на підвищеному до двох метрів березі, вкритому посадкою. Площа пам'ятки 100x50 метрів. Вчені зібрали більше 1000 кременів та кілька десятків фрагментів кераміки раннього неолітичного періоду.[джерело?]
Згідно з дослідженням 2017 року, за яким оцінювалися масштаби антропогенної трансформації території Дубровицького району внаслідок несанкціонованого видобутку бурштину, екологічна ситуація села характеризувалася як «конфліктна».

### Клімат
Клімат у селі вологий континентальний («Dfb» за класифікацією кліматів Кеппена). Опадів 614 мм на рік. Найменша кількість опадів спостерігається в березні й сягає у середньому 29 мм. Найбільша кількість опадів випадає в червні — близько 89 мм. Різниця в опадах між сухими та вологими місяцями становить 60 мм. Пересічна температура січня — -5,6 °C, липня — 18,6 °C. Річна амплітуда температур становить 24,2 °C.
| Клімат Заслуччя                   | Клімат Заслуччя | Клімат Заслуччя | Клімат Заслуччя | Клімат Заслуччя | Клімат Заслуччя | Клімат Заслуччя | Клімат Заслуччя | Клімат Заслуччя | Клімат Заслуччя | Клімат Заслуччя | Клімат Заслуччя | Клімат Заслуччя | Клімат Заслуччя |
| Показник                          | Січ.            | Лют.            | Бер.            | Квіт.           | Трав.           | Черв.           | Лип.            | Серп.           | Вер.            | Жовт.           | Лист.           | Груд.           | Рік             |
| Середній максимум, °C             | −2,6            | −1,3            | 3,4             | 12,4            | 19,3            | 22,9            | 23,9            | 23,1            | 18,3            | 11,9            | 4,8             | 0,0             | 11,3            |
| Середня температура, °C           | −5,6            | −4,5            | −0,3            | 7,5             | 13,7            | 17,5            | 18,6            | 17,7            | 13,3            | 7,9             | 2,3             | −2,5            | 7,1             |
| Середній мінімум, °C              | −8,5            | −7,7            | −3,9            | 2,7             | 8,2             | 12,1            | 13,3            | 12,3            | 8,4             | 3,9             | −0,2            | −5              | 3,0             |
| Норма опадів, мм                  | 36              | 30              | 29              | 42              | 57              | 89              | 82              | 64              | 57              | 45              | 41              | 42              | 614             |
| --------------------------------- | --------------- | --------------- | --------------- | --------------- | --------------- | --------------- | --------------- | --------------- | --------------- | --------------- | --------------- | --------------- | --------------- |
| Джерело: Climate-Data.org (англ.) |                 |                 |                 |                 |                 |                 |                 |                 |                 |                 |                 |                 |                 |

## Історія
Село вперше згадується 1617 року.
Перша письмова згадка про село належить до кінця ХІХ — початку ХХ століття. Перші поселення на території села з'явилися в 1918 р. До цього часу тут будувалися господарські будівлі (хліви), де утримувалася худоба. Люди жили в с. Колки, а худобу випасали за річкою Случ. Щоб не гонити її кожен день через річку, залишали на ніч у хлівах, збудованих на піщаних горбах, за луками. Так тривало, напевне, кілька століть, якщо врахувати, що с. Колки досить давнє поселення. Перша згадка про нього датується 1576 р. Враховуючи усі незручності догляду за худобою, яка знаходилася за 3-4 км від дому, з с. Колок почали переселятися перші сім'ї . Зрозуміло, що це були заможніші сім'ї, які тримали більше худоби і які мали кошти на побудову хоч і маленьких, але зручних для ведення господарства будиночків. В перших таких будинках жили тільки влітку. Найпершими переселилися 5 сімей: Ґалєсь, Калюхи, Саки, Калюші, Терешки.[джерело?]
У 1918 р. утворився невеличкий хутір. Його так і назвали Хлівці або Кольківські Хлівці (до 1960-х рр.). З одного боку хутір оточувало болото, з іншого — річкова заплава, на якій косили сіно, орали горби, сіяли льон, коноплі. Через невисоку врожайність люди весь час шукали прибутку у лісах. Взимку заготовляли дрова, а влітку збирали щедрі дари лісів: чорниці, малину брусниці, гриби, журавлину, ожину. Селяни розорювали нові землі, відвойовані у болота. Доводилося платити високі податки, в основному натуроплатою. Працювати доводилося важко на великому господарстві: одна з сімей мала 12 га землі, 60 овець, 8 корів, 2 пари волів, пару коней, багато кролів. Ніхто із старожилів не пам'ятає, щоб у селі хтось колись тяжко голодував. Завжди можна було найнятися на роботу до заможнішої родини. За їжу допомогти доглядати худобу, обробляти поля, заготовляти дрова чи сіно. Ходили в найми і до пана, який жив у Воробино. Пан платив у кінці кожного робочого дня грішми або продуктами.[джерело?]
У 30-х роках утворилося невеличке село із назвою Хлівці. Будинки стояли далеко один від одного, огорожі навколо хат не ставили, вулиць не було. До сьогодні збереглися назви урочищ: Бродки, Ріг, Велика Гряда. Так називаються три сучасні красиві великі вулиці.[джерело?]
До 1917 року село входило до складу Російської імперії. У 1918—1920 роки нетривалий час перебувало в складі Української Народної Республіки. У 1921—1939 роки входило до складу Польщі. З 1939 року — у складі Дубровицького району Рівненської області УРСР. У роки Другої світової війни деякі мешканці села долучилися до національно-визвольної боротьби у лавах УПА та ОУН. Загалом встановлено 8 жителів села, які брали участь у визвольних змаганнях, з них 4 загинуло, 2 було репресовано.
Після війни в селі відкрили медпункт в одній з селянських хат в центрі села, у якому працював фельдшер. Почали організовувати колгоспи. Люди неохоче вступали до нього, здаючи туди все своє майно: коней, корів, упряж, плуги, борони, вози, зерно. Дехто за непокору був вивезений до Сибіру.[джерело?]
В 1960–х роках збудували сільський клуб, магазин, у приміщенні клубу відкрили бібліотеку, працював абонемент. Провели лінію електропередач, з'явилися радіоприймачі та телевізори. Село розбудовувалося та розквітло. Вирішили покращити назву: рішенням обласної ради в 1968 р. село перейменували в Заслуччя. Назва говорить сама за себе: розташоване за річкою Случ. Спочатку назву прийняли неохоче, але згодом селяни звикли.[джерело?]
Відповідно до прийнятої в грудні 1989 року постанови Ради Міністрів УРСР село занесене до переліку населених пунктів, які зазнали радіоактивного забруднення внаслідок аварії на Чорнобильській АЕС, жителям виплачувалася грошова допомога. Згідно з постановою Кабінету Міністрів Української РСР, ухваленою в липні 1991 року, село належало до зони гарантованого добровільного відселення. На кінець 1993 року забруднення ґрунтів становило 2,41 Кі/км² (137Cs + 134Cs), молока — 7,1 мКі/л (137Cs + 134Cs), картоплі — 0,55 мКі/кг (137Cs + 134Cs), сумарна доза опромінення — 202 мбер, з якої: зовнішнього — 31 мбер, загальна від радіонуклідів — 171 мбер (з них Cs — 165 мбер).

## Населення
Станом на 1 січня 2011 року населення села становить 850 осіб. Густота населення — 849,02 особи/км².
Згідно з переписом УРСР 1989 року чисельність наявного населення села становила 930 осіб, з яких 445 чоловіків та 485 жінок. На кінець 1993 року в селі мешкало 875 жителів, з них 281 — дітей.
За переписом населення України 2001 року в селі мешкали 863 особи.

### Мова
Розподіл населення за рідною мовою за даними перепису 2001 року:
| Мова       | Відсоток |
| ---------- | -------- |
| українська | 99,54 %  |
| білоруська | 0,23 %   |
| російська  | 0,23 %   |

### Вікова і статева структура
Структура жителів села за віком і статтю (станом на 2011 рік):
| Вік   | Чоловіків | Жінок | Разом |
| ----- | --------- | ----- | ----- |
| 0-17  | 103       | 117   | 220   |
| 18-39 | 157       | 155   | 312   |
| 40-59 | 120       | 113   | 233   |
| 60+   | 40        | 45    | 85    |
| Разом | 420       | 430   | 850   |

### Соціально-економічні показники
| Працездатне населення | Працездатне населення | Працездатне населення | Працездатне населення | Працездатне населення | Працездатне населення | Непрацездатне населення | Непрацездатне населення | Непрацездатне населення | Непрацездатне населення | Непрацездатне населення | Непрацездатне населення | Все населення |
| Чоловіки              | Чоловіки              | Жінки                 | Жінки                 | Разом                 | Разом                 | Чоловіки                | Чоловіки                | Жінки                   | Жінки                   | Разом                   | Разом                   | 850           |
| ос.                   | %                     | ос.                   | %                     | ос.                   | %                     | ос.                     | %                       | ос.                     | %                       | ос.                     | %                       | 850           |
| --------------------- | --------------------- | --------------------- | --------------------- | --------------------- | --------------------- | ----------------------- | ----------------------- | ----------------------- | ----------------------- | ----------------------- | ----------------------- | ------------- |
| 229                   | 27                    | 226                   | 26                    | 455                   | 53                    | 80                      | 9                       | 98                      | 11                      | 178                     | 20                      | 850           |

| Зайняті  | Зайняті  | Зайняті | Зайняті | Зайняті | Зайняті | Безробітні | Безробітні | Безробітні | Безробітні | Безробітні | Безробітні | Все населення |
| Чоловіки | Чоловіки | Жінки   | Жінки   | Разом   | Разом   | Чоловіки   | Чоловіки   | Жінки      | Жінки      | Разом      | Разом      | 850           |
| ос.      | %        | ос.     | %       | ос.     | %       | ос.        | %          | ос.        | %          | ос.        | %          | 850           |
| -------- | -------- | ------- | ------- | ------- | ------- | ---------- | ---------- | ---------- | ---------- | ---------- | ---------- | ------------- |
| 49       | 17       | 54      | 18      | 103     | 35      | 37         | 13         | 24         | 8          | 61         | 21         | 850           |

| Дорослі | Діти | Пенсіонери | Інваліди Німецько-радянської війни | Учасники бойових дій | Інваліди всіх груп і категорій | Люди, які обслуговуються служб. соц. допом. на дому | Неповні сім'ї | Діти з неповних сімей | Багатодітні сім'ї | Діти з багатодітних сімей | Діти-інваліди | Діти-сироти | Одинокі багатодітні матері |
| ------- | ---- | ---------- | ---------------------------------- | -------------------- | ------------------------------ | --------------------------------------------------- | ------------- | --------------------- | ----------------- | ------------------------- | ------------- | ----------- | -------------------------- |
| 607     | 237  | 266        | -                                  | -                    | 83                             | 13                                                  | 4             | 6                     | 22                | 72                        | -             | -           | 2                          |

## Політика

### Органи влади
Місцеві органи влади представлені Колківською сільською радою.

### Вибори
Село входить до виборчого округу № 155. У селі розташована виборча дільниця № 560266. Станом на 2011 рік кількість виборців становила 627 осіб.

## Культура
У селі працює Заслуцький сільський клуб на 132 місць.

## Релігія
Список конфесійних громад станом на 2011 рік:
| Релігійна громада Свято-Параскевської парафії Сарненської єпархії УПЦ | УПЦ (МП) | 12 квітня 2007 | 200 | Церква             | [ 25 ] |
| Релігійна громада ХВЄ                                                 | ХВЄ      | 29 жовтня 1991 | 45  | Молитовний будинок | [ 25 ] |
| — православні, — протестантські.                                      |          |                |     |                    |        |

## Освіта
У селі діє Заслуцька загальноосвітня школа І-ІІ ступенів. У 2011 році в ній навчалося 112 учнів (із 260 розрахованих) та викладало 17 учителів.
Дошкільна освіта представлена дитячим садком «Заслуцький дошкільний навчальний заклад „Сонечко“», у якому станом на 2011 рік навчалося 18 дітей і працювало 1 вихователь.
Першу школу в селі відкрили в 1937році. Навчання велося польською мовою. Учнями одного класу були діти різного віку. Вчителем був поляк Міндак Луціан. Школа розмістилася в селянській хаті на місці теперішнього медпункту. Вчителеві платила громада. У 1939 р. в результаті приєднання західно-українських земель до складу Радянського Союзу в селі розбудовувалася радянська влада. Школа майже рік не працювала. І лише в кінці 40-х років діти знову почали вчитися. У роки війни школу не закрили. З Польщі приїхала вчителька, яка навчала дітей німецької мови. Після війни школа розмістилася в трьох селянських хатах на різних вулицях села. Називалася Хлівецька початкова школа. Усі діти ходили до школи, але дехто, провчившись 1-2 роки закінчував освіту.[джерело?]
У 1958 р. збудували нове приміщення школи, розібравши кілька старих селянських хат. Так 1-3 класи були окремою Хлівецькою початковою школою, а 4-7 класи філіалом Колківської середньої школи. Після зміни назви села школа називалася Заслуцька. Перший директор Заслуцької восьмирічної школи — Пасічник Петро Олексійович. До 2001 р. діти навчалися в приміщенні тієї школи. У вересні 2001 р. завдяки старанням місцевих керівників, району і області, багатьох людей села і всього району, які брали участь у будівництві школи, відкрила двері нова, довгоочікувана школа. На сьогоднішній день у школі навчається 100 дітей, працює 17 вчителів. У вересні 2009 року на базі школи відкрили дошкільну групу «Сонечко» для п'ятирічних дітей. На сьогоднішній день у групі займається 15 діток.[джерело?]

## Історія вулиць та видатних місць села Заслуччя

### Вулиця Велика Гряда
Проходячи через територію України, льодовик залишив болота та піщані горби або, так звані, гряди. Саме через Заслуччя проходить велика волинська гряда, на якій і розмістилися будівлі. За селом є ще озеро, яке теж називається Велика Гряда.

### Вулиця Бродки
Вулиця починається в центрі села від магазину і побудована вздовж шосейної дороги, яка веде до села Милячі. В давнину там було велике і непрохідне болото. Люди ходили по вузенькій небезпечній стежці по воді та купинах. Поступово утворився бродок з твердим дном, по якому сміливо можна було брести, а влітку він пересихав. Йшли роки, болото пересихало. На місці бродка утворилась дорога, а з обох боків розорали поля. Пізніше на цих полях стали будувати будинки, вулицю так і назвали — Бродки.

### Вулиця Ріг
В давнину наші предки помітили, що вулиця має форму рогу: розширена на початку і поступово звужується до кінця. В минулому вона була оточена з одного боку луками, а з іншого — болотом, загнутим рогом впиралася теж у болото. В 60-х роках болота осушили і зараз там колгоспні поля. Це урочище називають «Ольос». Колись болото було вкрите зарослями вільхи. Його називали «Панським ольоском», а коли пана не стало — просто «ольоском».

### Московська долина
Так називаеться велика долина на луках біля села. Старожили розповідають, що колись на місці долини було поле, яке належало молодій ciм'ї. Сталося так, що чоловіка забрали в солдати на 25 років. Biн став москалем та так i не повернувся більше додому. Його дружину в селі називали московкою, а поле — московчине. Йшли роки, після чергової повені поле перетворипося на долину.

### Майстрове озеро
Колись на березі Случа поселився майстер. Він викопав біля свого будинку криницю, у якій була дуже смачна і холодна вода. Майстер помер, а його діти переселилися в інше місце, бо річка почала щороку виходити з берегів. Одного року на місці криниці утворилося справжнє озеро. Його так і назвали — Майстрове озеро.

## Відомі люди
Рожко С. М. — директора Заслуцького НВК, який приклав безліч зусиль до будівництва нашої школи; вишивальницями — Яцута Марія Федорівна, Таборовець Олександра Павлівна, Тверда Єфросинія Іванівна, столярами — Субот Олексій Миколайович.

#### Офіційні дані та нормативно-правові акти
- Паспорт Дубровицького району (станом на 1 січня 2011 року) (doc). Дубровицька районна рада. Архів оригіналу за 10 лютий 2015. Процитовано 16 жовтня 2019.

#### Мапи
- Історичний Атлас України / Гол. ред. Л. Винар; Упорядн.: І. Тесля, Е. Тютько. Українське історичне товариство. — Монреаль; Нью-Йорк; Мюнхен, 1980. — 182 с.